# Angelonia hassleriana
Angelonia hassleriana är en grobladsväxtart som beskrevs av Chod.. Angelonia hassleriana ingår i släktet Angelonia och familjen grobladsväxter. Inga underarter finns listade i Catalogue of Life.